# Atlantic City Open
L'Atlantic City Open è stato un torneo professionistico di tennis giocato su campi in cemento. Faceva parte dell'ATP Challenger Series. Si è giocata una sola edizione nel 2003, a Atlantic City negli Stati Uniti.

## Albo d'oro

### Singolare
| Anno | Campione        | Finalista        | Punteggio |
| ---- | --------------- | ---------------- | --------- |
| 2003 | Björn Rehnquist | Jeff Salzenstein | 6–4, 6–4  |

### Doppio
| Anno | Campioni                    | Finalisti                    | Punteggio |
| ---- | --------------------------- | ---------------------------- | --------- |
| 2003 | Tripp Phillips Ryan Sachire | Brandon Coupe Paul Goldstein | 7–5, 6–3  |